# Székesfehérvár (stacja kolejowa)
Székesfehérvár (węg. Székesfehérvár vasútállomás) – stacja kolejowa w Székesfehérvár, w komitacie Fejér, na Węgrzech. Jeden z największych i najbardziej ruchliwych węzłów kolejowych na Węgrzech.

## Historia
Stacja powstała w 1861 roku, kiedy otwarto południową linię kolejową z Budapesztu do Nagykanizsa.
Budynek dworca został zniszczony w czasie II wojny światowej. Został odbudowany według projektu László Kelemena w 1951 roku.

## Linie kolejowe
- Linia kolejowa 5 Komárom - Székesfehérvár
- Linia kolejowa 6 Bicske - Székesfehérvár
- Linia kolejowa 20 Székesfehérvár – Szombathely
- Linia kolejowa 29 Székesfehérvár – Tapolca
- Linia kolejowa 30 Budapest – Székesfehérvár – Nagykanizsa
- Linia kolejowa 44 Pusztaszabolcs – Székesfehérvár
- Linia kolejowa 45 Sárbogárd – Székesfehérvár

## Transport publiczny
Autobusy:
- przystanek Vasútállomás 31, 31E, 32, 33, 34, 35, 36, 37, 38
- okoliczne przystanki: 13, 13A, 13G, 20, 43, 44

## Dane techniczne
- Posiada 4 perony i 7 krawędzi peronowych, przy których zatrzymują się pociągi pasażerskie
- 23 tory odstawczych i manewrowych

## Galeria

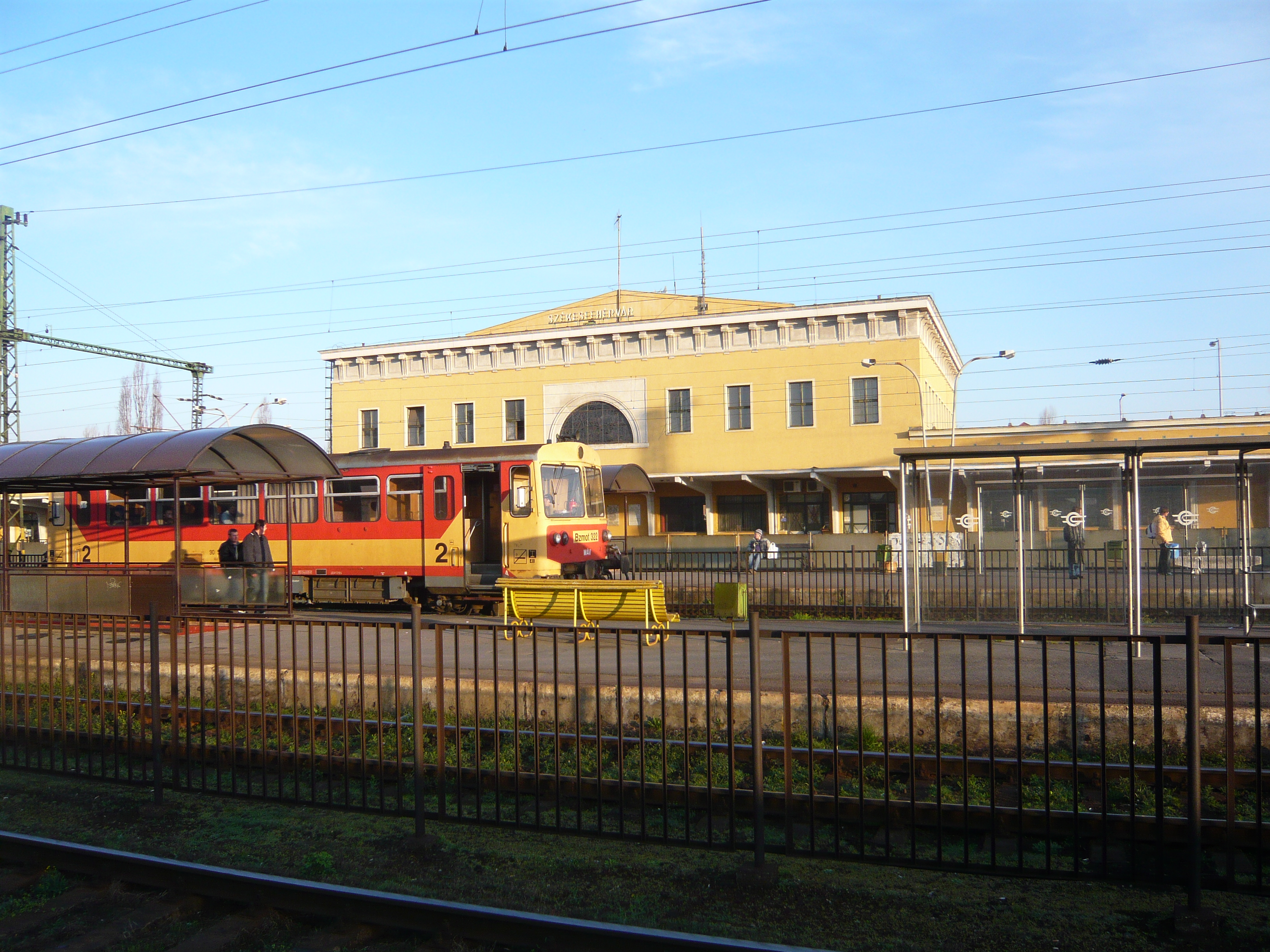
Widok od strony peronów
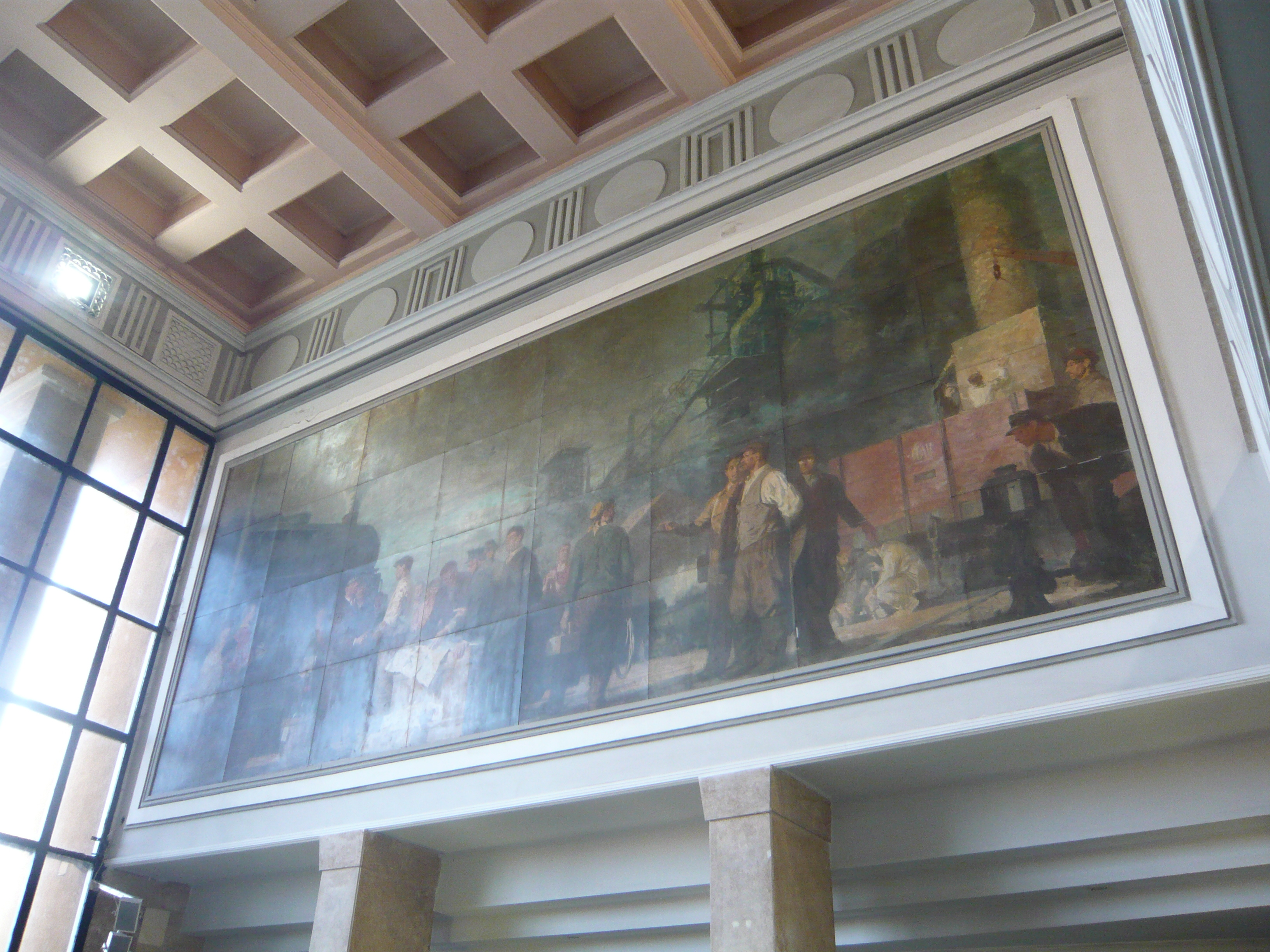
Fresk w budynku dworca
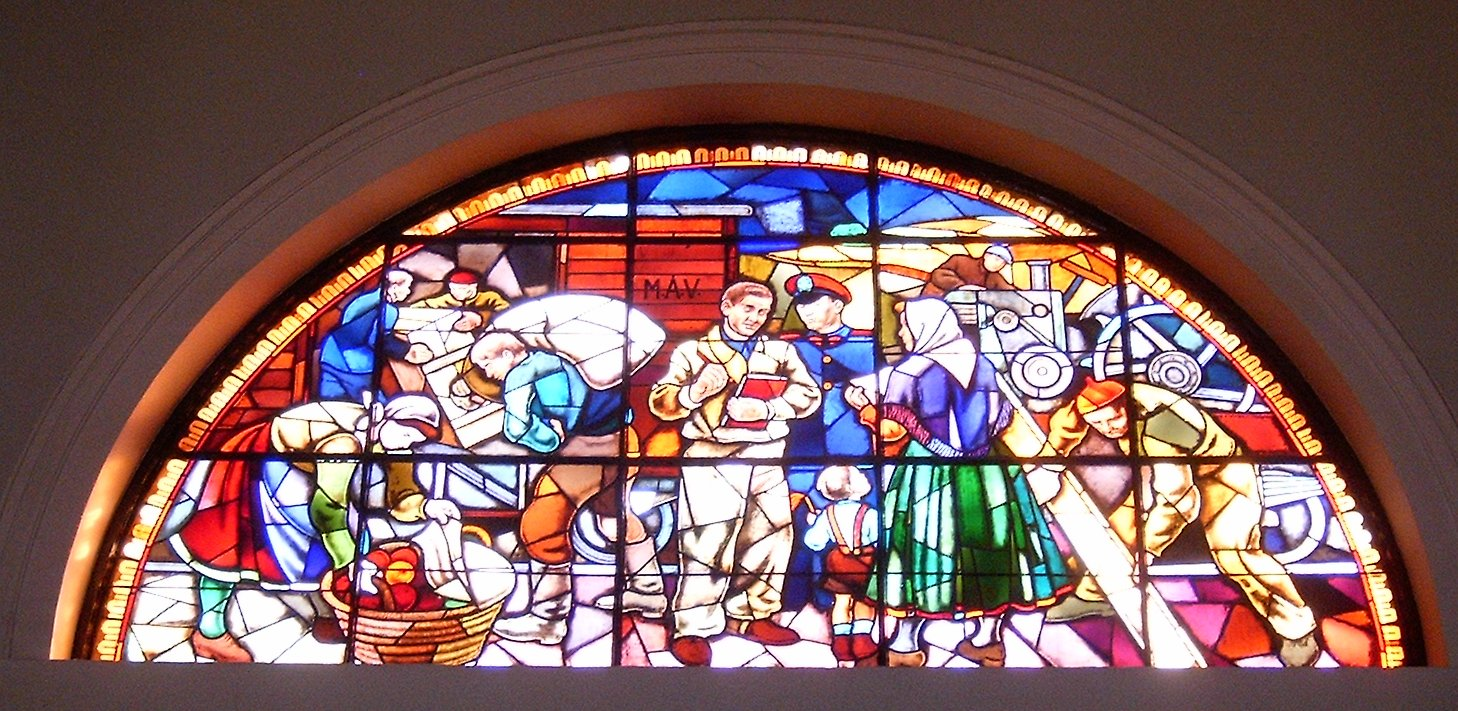
Witraż w budynku dworca
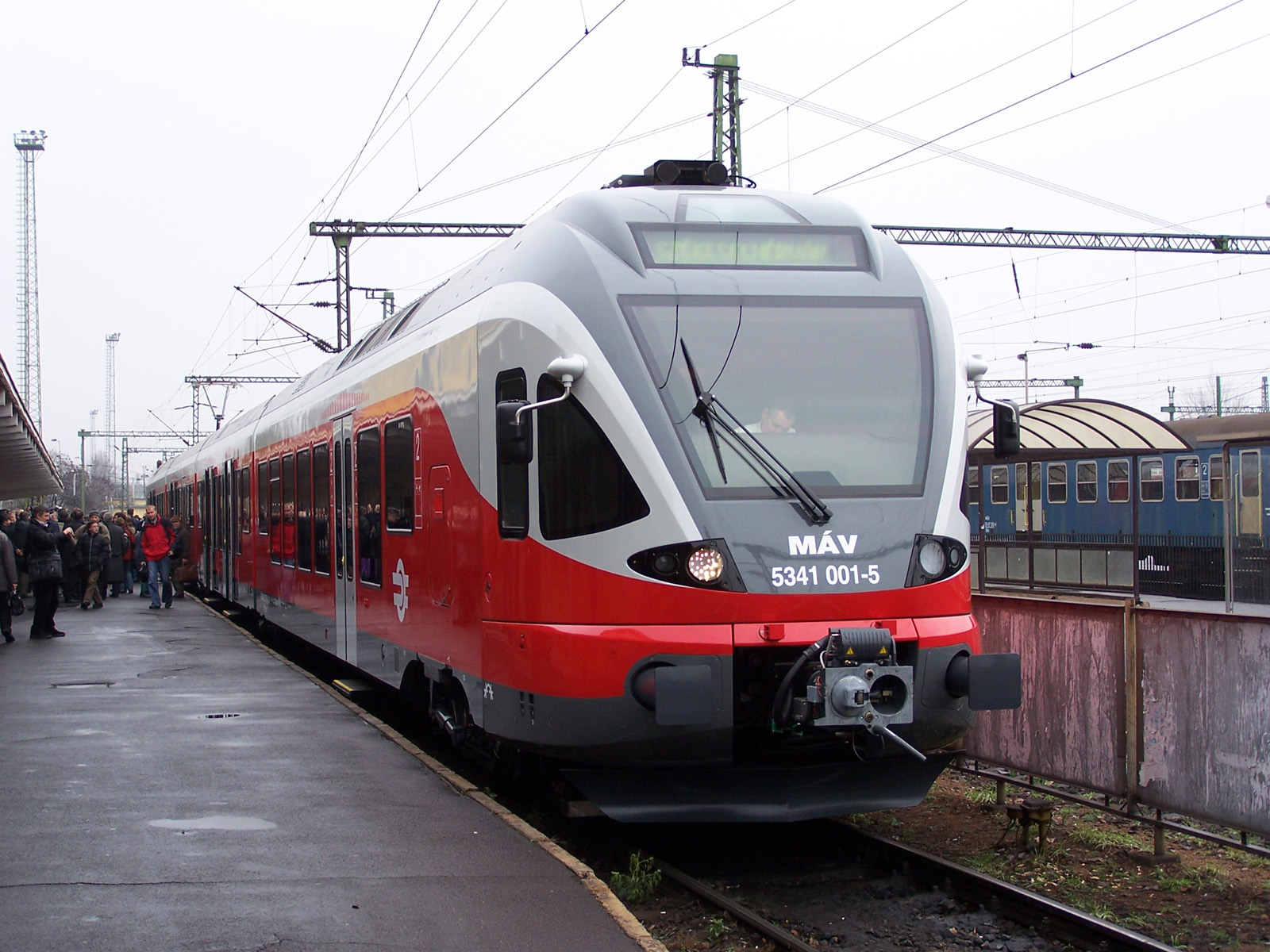
Pociąg Stadler FLIRT na peronie
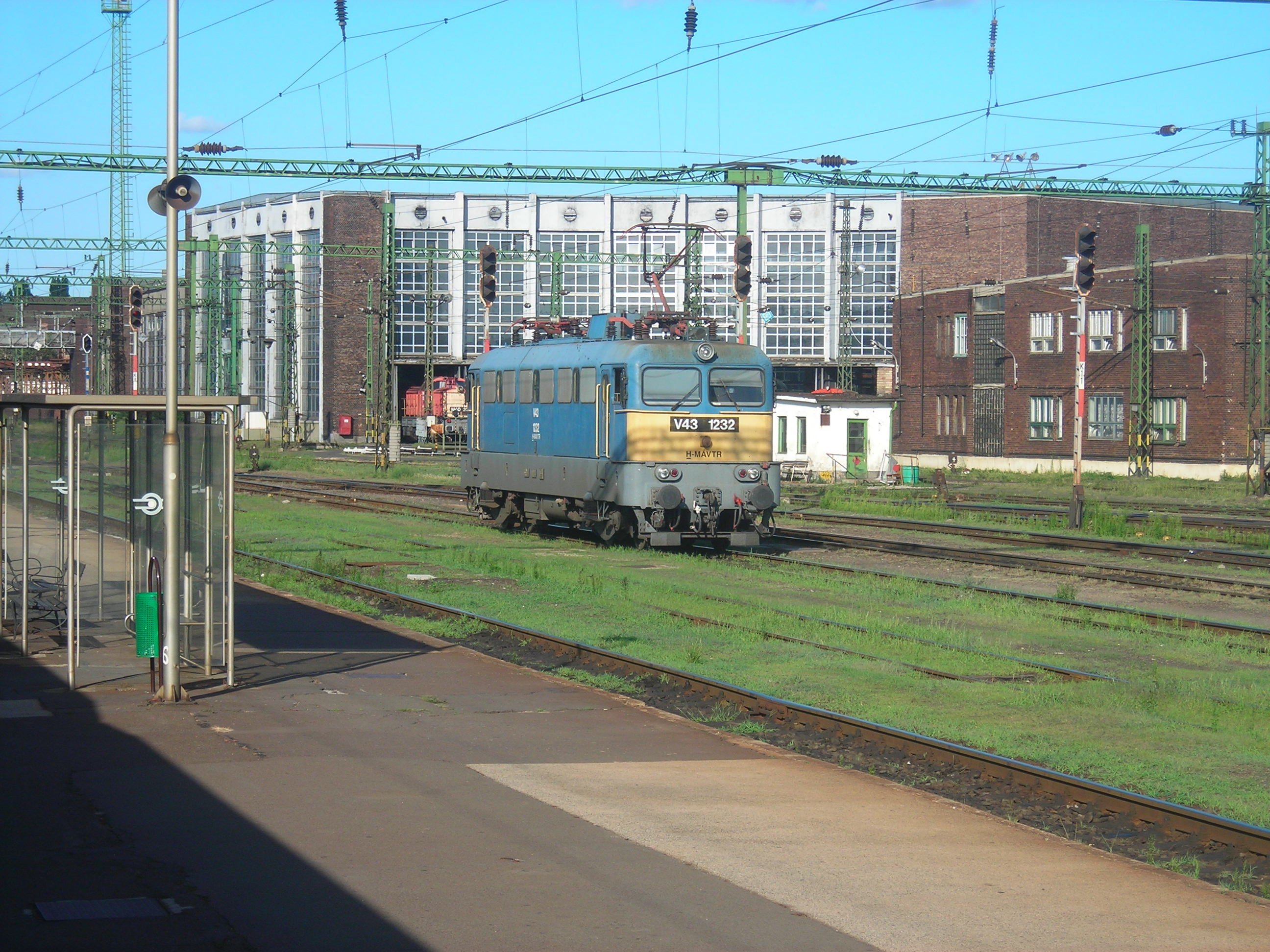
Lokomotywa V43